# Проспект Андраши
Проспект А́ндраши (иногда Андрашши, венг. Andrássy út) — парадный проспект венгерской столицы. За свой величественный элегантный облик проспект называют будапештскими Елисейскими Полями. Носит имя министра иностранных дел Австро-Венгрии Дьюлы Андраши. Проспект длиной 2,5 км соединяет площадь Ференца Деака с площадью Героев и Городским парком. Под проспектом Андраши проложена первая линия старейшего в континентальной Европе метрополитена.
Проспект Андраши был построен в связи с празднованием тысячелетия обретения венграми родины, отмечавшегося в 1896 году, по грандиозному проекту архитектора Миклоша Ибля с привлечением многих именитых архитекторов того времени, в том числе Эдёна Лехнера. Проект предусматривал снос более двухсот домов и замену их новыми, выполненными в псевдоисторическом стиле, а реализация проекта заняла сорок лет. В 1885 году новый проспект в Пеште стал одной из самых помпезных улиц Европы. Проспект несколько раз менял своё название: первоначальный Радиальный проспект сначала был переименован в проспект Андраши, затем после Второй мировой войны носил имя Сталина. В революционном 1956 году был переименован в проспект Молодёжи, а далее вплоть до 1989 года назывался проспектом Народной республики. В 2002 году проспект Андраши был внесён в Список Всемирного наследия ЮНЕСКО.

## Основные достопримечательности
- Венгерский государственный оперный театр
- Дворец Дрекслера
- Парижский универмаг
- Музей террора
- Мемориальный и исследовательский центр Ференца Листа (т. н. «Старая музыкальная академия»)
- Будапештский кукольный театр
- Венгерский университет изобразительных искусств
- Дом-музей Золтана Кодая
- Музей восточноазиатского искусства имени Ференца Хоппа